# کارلتون کول
کارلتون کول (به انگلیسی: Carlton Cole) بازیکن فوتبال زادهٔ ۱۲ نوامبر ۱۹۸۳ اهل کشور انگلستان است که سابقهٔ بازی در تیم ملی فوتبال انگلستان را در کارنامهٔ خود دارد. وی در تاریخ ۱۱ فوریه ۲۰۰۹ نخستین بازی ملی خود را در مقابل تیم ملی فوتبال اسپانیا انجام داد و با حضور در ۷ بازی ملی، در تاریخ ۳ مارس ۲۰۱۰ واپسین بازی ملی‌اش را در برابر تیم ملی فوتبال مصر برگزار کرد.